# Begriplighetspriset
Begriplighetspriset var en svensk utmärkelse som 2008-2020 delades ut årligen av PR-byrån Publik. Priset gick till en person eller organisation som lyft en krånglig fråga och genom pedagogiska förklaringar gjort den mer begriplig, till nytta för allmänheten. Vinnaren korades dels av en jury bestående av bland annat författare och personer inom kommunikationsbranschen och dels genom en webbomröstning. Juryns röster och resultatet från webbomröstningen vägde 50-50.
Priset bestod av ett konstverk och 20 000 kronor.

## Vinnare
- 2008 – Eva Funck, programledare och skådespelare.[2]
- 2009 – Kitte Arvidsson, textbearbetare på Centrum för lättläst.[3]
- 2010 – Glenn Strömberg, expertkommentator och tevepersonlighet.[3]
- 2011 – Magdalena Ribbing, författare, föreläsare och journalist.[4]
- 2012 – Mattias Klum, fotograf och filmare.[5]
- 2014 – Petter Alexis Askergren, musiker och författare.[6]
- 2015 – Marcus Oscarsson, politisk kommentator och journalist.[7]
- 2016 – Morgan Alling, skådespelare, manusförfattare och regissör.[8]
- 2017 – Linnéa Claeson, handbollsspelare och influerare.[9]
- 2018 – Jason "Timbuktu" Diakité, musiker och författare.[10]
- 2019 – Katarina Wennstam, författare och journalist.[11]
- 2020 – Paul Hansen, fotograf[12]